# 스페인의 공휴일
스페인의 공휴일은 다음과 같다. 주마다 공휴일이 다른 지방 공휴일도 있다.
| 날짜                  | 이름                                  | 비고 |
| --------------------- | ------------------------------------- | ---- |
| 1월 1일               | 새해 첫날                             |      |
| 1월 6일               | 주님 공현 대축일                      |      |
| 2월 28일              |                                       |      |
| 3월 1일               |                                       |      |
| 3월 19일              | 성 요셉 대축일                        |      |
| 3월 말 ~ 4월 중(이동) | 성목요일                              |      |
| 3월 말 ~ 4월 중(이동) | 성금요일                              |      |
| 3월 말 ~ 4월 중(이동) | 이스터 먼데이                         |      |
| 4월 23일              |                                       |      |
| 5월 1일               | 노동절                                |      |
| 5월 2일               |                                       |      |
| 5월 17일              | 갈리시아 문학의 날                    |      |
| 5월 30일              |                                       |      |
| 5월 31일              |                                       |      |
| 6월 9일               |                                       |      |
| 6월 13일              | 파도바의 성 안토니오 사제 학자 기념일 |      |
| 7월 25일              | 성 대 야고보 사도 대축일              |      |
| 8월 6일               |                                       |      |
| 8월 15일              | 성모 승천 대축일                      |      |
| 8월 22일              |                                       |      |
| 9월 8일               |                                       |      |
| 9월 11일              |                                       |      |
| 9월 15일              |                                       |      |
| 9월 17일              |                                       |      |
| 10월 9일              |                                       |      |
| 10월 12일             |                                       |      |
| 10월 25일             |                                       |      |
| 11월 1일              | 모든 성인 대축일                      |      |
| 12월 6일              | 제헌절                                |      |
| 12월 8일              | 원죄 없이 잉태되신 동정 마리아 대축일 |      |
| 12월 25일             | 크리스마스                            |      |
| 12월 26일             | 성 스테파노 축일                      |      |